# ريك مارتن
ريك مارتن هو لاعب هوكي الجليد كندي، ولد في 26 يوليو 1951 في مونتريال في كندا، وتوفي في 13 مارس 2011 في نيويورك في الولايات المتحدة بسبب نوبة قلبية.

## وصلات خارجية
- ريك مارتن على موقع دوري الهوكي الوطني (الإنجليزية)
- ريك مارتن على موقع قاعة مشاهير الهوكي (لاعب أن.إتش.أل) (الإنجليزية)
- ريك مارتن على موقع EliteProspects.com (الإنجليزية)
- ريك مارتن على موقع HockeyDB.com (الإنجليزية)
- ريك مارتن على موقع Hockey-Reference.com (الإنجليزية)
- ريك مارتن على موقع قاعة كندا للمشاهير الرياضية (الإنجليزية)